# Gavin Shuker
Gavin Shuker (né le 10 octobre 1981) est un homme politique britannique, qui est député pour Luton South de 2010 à 2019.
Il est nommé ministre fantôme du développement international en 2013. Il quitte le "frontbench" de l'opposition en septembre 2015 avec l'élection de Jeremy Corbyn à la tête du parti, en désaccord avec sa ligne politique. Il démissionne du Parti travailliste le 18 février 2019 avec six autres députés et ils forment le groupe indépendant.

## Formation
Il fait ses études dans deux écoles publiques: Icknield Primary et Icknield High School. Il fréquente ensuite le Luton Sixth Form College avant de poursuivre ses études en sciences sociales et politiques au Girton College, à Cambridge.
Il devient leader et pasteur de la City Life Church à Luton, jusqu'à sa candidature au Parlement.

## Carrière politique
En mai 2010, il remporte le siège à Luton South, en battant le conservateur Nigel Huddleston, tandis que la journaliste et animatrice Esther Rantzen se classe quatrième. En octobre 2010, il est nommé PPS du Secrétaire d'État à la Justice du cabinet fantôme, Sadiq Khan, et est également nommé au comité des transports. En mars 2011, il est de nouveau promu au poste de ministre suppléant du Département de l'Environnement, de l'Alimentation et des Affaires rurales chargé de l'eau et des déchets,.
Il est membre du groupe Chrétiens de gauche, et vice-président du comité des chrétiens au Parlement.
Il est opposé à la campagne du New Labour en faveur du mariage entre personnes de même sexe. En 2012, il menace de démissionner si Ed Miliband donnait des instructions de vote aux députés du parti travailliste pour défendre l'égalité du mariage.
Lors du remaniement d'octobre 2013, il est shadow ministre du Développement international. Son champ d'action couvre les politiques relatives à l'Asie, à l'Amérique latine et au Moyen-Orient, ainsi que la responsabilité de la politique relative au changement climatique, aux inégalités, à la violence à l'égard des femmes et des filles et au programme des Objectifs de développement durable pour l'après-2015. Dans le cadre de son rôle de ministre fantôme, il visite la Palestine, le Pakistan, El Salvador et les Nations unies à Genève et à New York.
Parallèlement à ses activités, il est président du groupe parlementaire multipartite sur la prostitution et le commerce sexuel dans le monde, vice-président du groupe parlementaire pluripartite des régions polaires, vice-président du groupe des chrétiens au Parlement.
En mars 2014, sous la présidence de Shuker, le groupe de travail sur la prostitution et le commerce sexuel dans le monde publie un nouveau rapport sur l'état légal de la prostitution en Angleterre et au pays de Galles. C'est le premier rapport important multipartite sur la question depuis le milieu des années 90. Le rapport préconise un examen approfondi du règlement juridique en vigueur en matière de prostitution, et de s’orienter davantage vers le "modèle nordique", dit modèle abolitionniste.
À la suite des élections générales de mai 2015, Shuker annonce son intention de soutenir la campagne de Liz Kendall pour devenir leader du parti travailliste.
Il critique la direction de Corbyn et ses alliés pour leur position sur l'antisémitisme et s'est interrogé sur son avenir au sein du parti. Le 6 septembre 2018, une réunion du parti travailliste de la circonscription de Luton South vote une censure à l'encontre de Shuker par 33 voix en faveur de la motion avec cinq abstentions et seulement trois votes en faveur du député.
Le 18 février 2019, il est l'un des sept députés qui démissionnent du parti travailliste pour former le groupe The Independents.